# Friedhelm Julius Beucher

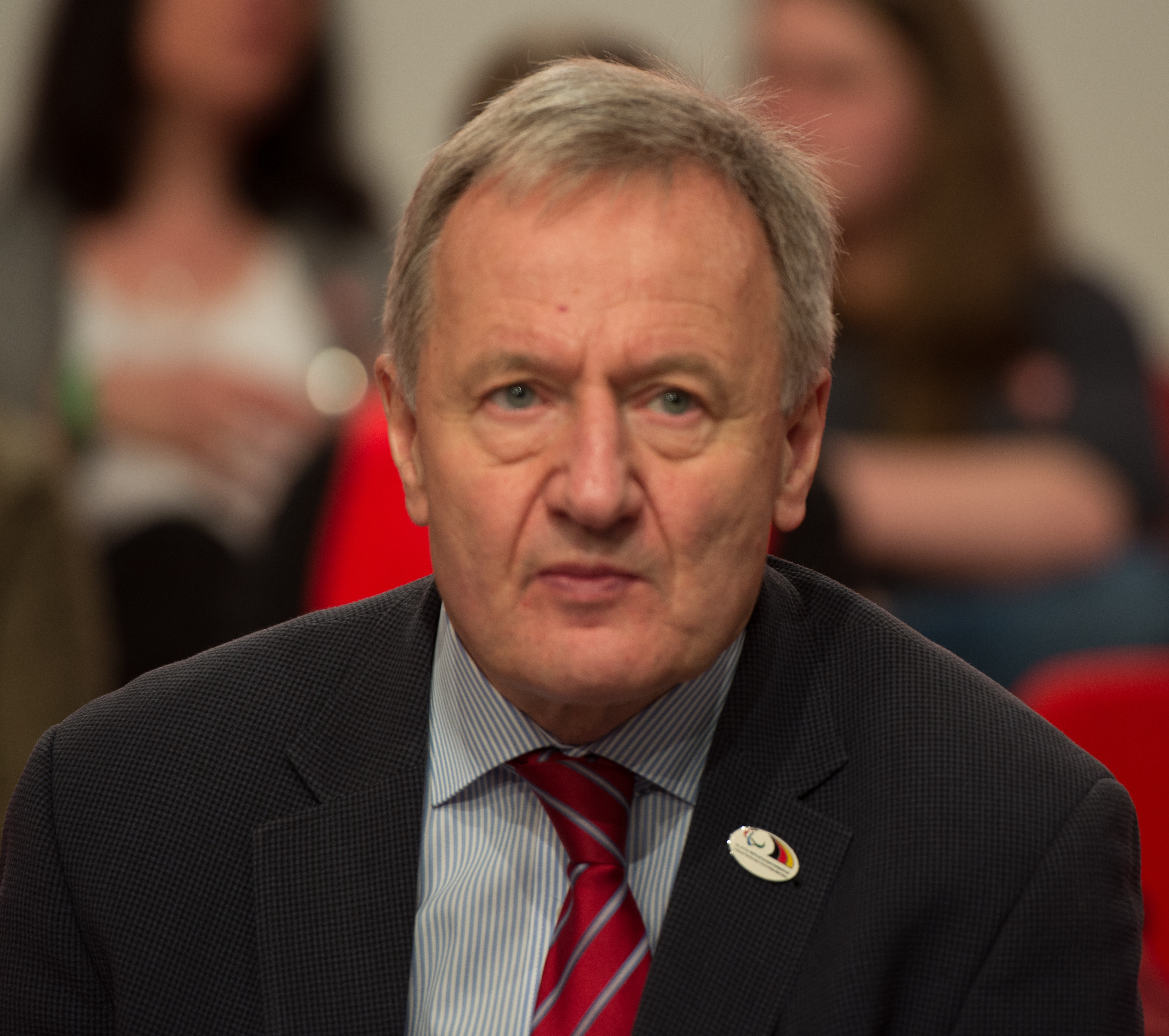
Friedhelm Julius Beucher (2017)

Friedhelm Julius Beucher (* 21. Juli 1946 in Bergneustadt) ist ein deutscher Politiker (SPD) und war vom 20. Dezember 1990 bis zum Ende der 14. Wahlperiode 2002 Mitglied des Deutschen Bundestages. Von 1998 bis 2002 war er Vorsitzender des Sportausschusses.

## Leben
Nach Studium und Referendariat wurde Beucher Lehrer an der Hackenberger Gemeinschafts-Grundschule, später deren Rektor. Nach langjährigem kommunalpolitischem Engagement kandidierte er für den Bundestag, in den er 1990 und 1994 über die Landesliste der SPD in Nordrhein-Westfalen einzog, 1998 errang er das Direktmandat im Wahlkreis Oberbergischer Kreis. 1998 bis 2002 war er Vorsitzender des Sportausschusses. Er ist Ehrenvorsitzender der Oberbergischen SPD. Nach seinem Ausscheiden aus dem Bundestag arbeitete Beucher wieder im Schuldienst als Rektor der Montanusschule in Burscheid. Zum 31. Juli 2009 trat er in den Ruhestand.

## Aktivitäten

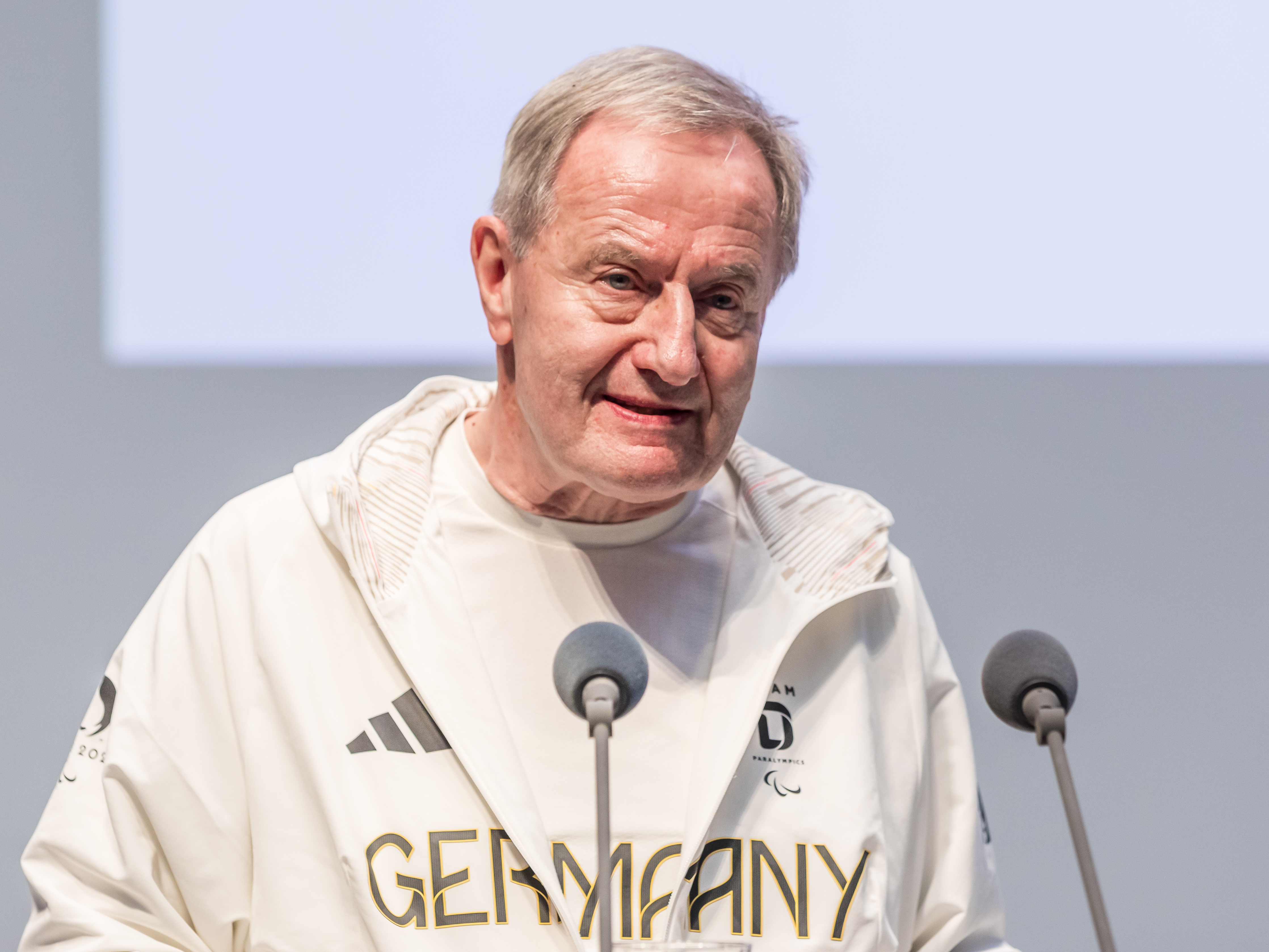
Friedhelm Julius Beucher, 2024

Beucher ist Mitbegründer und ehrenamtlicher Vorsitzender eines Projekts gegen Arbeitslosigkeit, dem „Verein für soziale Dienste e. V.“, der mittlerweile an drei Standorten im Oberbergischen Kreis arbeitet. Seit 1983 wurden durch diesen Verein über 2800 Menschen in Arbeitsbeschaffungs-, Qualifizierungs- sowie Betreuungs- und Behindertenmaßnahmen beschäftigt. Im Juni 2009 wurde Friedhelm Julius Beucher zum neuen Präsidenten des Deutschen Behindertensportverbandes (DBS) e. V. gewählt. Vorher war er der Kuratoriumsvorsitzende des DBS.

## Auszeichnungen
- Im Juli 2006 wurde er für sein politisches und soziales Engagement mit dem Bundesverdienstkreuz am Bande ausgezeichnet.
- Im Oktober 2017 erhielt er aufgrund seiner Verdienste um den Behindertensport das Bundesverdienstkreuz 1. Klasse.